# Karl-Erik Nilsson
Karl-Erik Nilsson (suec: Karl-Erik "Store Kalle" Nilsson)  (Eslöv, 4 de gener de 1922 - Malmö, 14 de desembre de 2017) va ser un lluitador suec, especialista en lluita grecoromana, que va competir durant les dècades de 1940 i 1950.
Durant la seva carrera esportiva va prendre part en tres edicions dels Jocs Olímpics d'Estiu. El 1948, a Londres, va guanyar la medalla d'or en la competició del pes semi pesat del programa de lluita lliure. Als Jocs de Hèlsinki de 1952 i Melbourne de 1956 va guanyar la medalla de bronze en la mateixa prova.
En el seu palmarès també destaca una medalla de bronze al Campionat del Món de lluita de 1955.